# Тирен, Юхан
Юхан Тирен (швед. Johan Tirén; 12 октября 1853[…] или 21 октября 1853, Själevad parish, Вестерноррланд — 24 августа 1911, Замок Пеннингбю, Стокгольм) — шведский художник-пейзажист.

## Биография
Родился 12 октября 1853 года в местечке Шелевад в Швеции.
Когда мальчику было семь лет, семья переехала в Увикен, где отец художника был пастором.
Окончил Техническую школу. С 1877 по 1880 годы обучался в Королевской академии искусств.
В 1880 году художник завоевал на конкурсе Академии золотую медаль и право получения гранта на учёбу за границей. В 1881 году его картина «Емтландская легенда» (Jämtlandssägen) имела большой успех на ученической выставке. В 1882—1984 годах путешествовал по Европе, учился в Германии, Италии и Франции.
В 1883 году Тирен вернулся в Увикен, но уже в следующем году вновь уехал в Париж, чтобы продолжать учёбу и больше не расставаться со своей супругой Гердой, поскольку девушка после окончания Академии в 1883 году уехала учиться во Францию. В январе 1884 года они обручились и в том же году сыграли свадьбу в Париже. В конце 1884 года молодожены вернулись на родину и поселились в родном городке — месте, которому художник оставался верным на протяжении многих лет. Он писал северные сопки, сцены жизни саамского населения Швеции. Позже семья переехала в Пеннингбю в приходе Ленна, где поселилась на ферме Тирста и прожила там почти всю жизнь. В 1894 году Тирен с семьей на короткий срок возвращался в Увикен.
Скончался 24 августа 1911 года в Пеннингбю.

## Творчество
Среди самых известных картин художника — «После метели» («Efter snöstormen», 1885), на которой изображена саамка рядом со своим мёртвым сыном, «Охотник на лосей» («Älgskytten», 1889), а также «Отстрел оленей» («Lappar tillvaratagande skjutna renar», 1892), которая была основана на реальном факте, когда горнозаводчик Вилльям Фаруп организовал отстрел оленей, которые, по его словам, посягали на его земельные участки в Юснедале; эта работа вызвала сильный общественный резонанс.
Художник также писал акварели на бытовые и этнографические темы. Свои работы мастер экспонировал на Национальной выставке в Стокгольме в 1897 году и на Всемирной Парижской выставке в 1900 году.

## Семья
- Жена — Герда Тирен (в девичестве Рюдберг; 1858—1928), шведская художница. В браке с 1884 года.
  - Сын — Нильс (1885—1935), художник
  - Дочь — Кристина (1886—1951), художница
  - Дочь — Карин (1887—1951), учитель музыки
  - Дочь — Ева Элизабет (1890—1937), вокалистка
- Брат — Карл Тирен (1889—1955), фольклорист (собиратель песен и легенд)

## Галерея

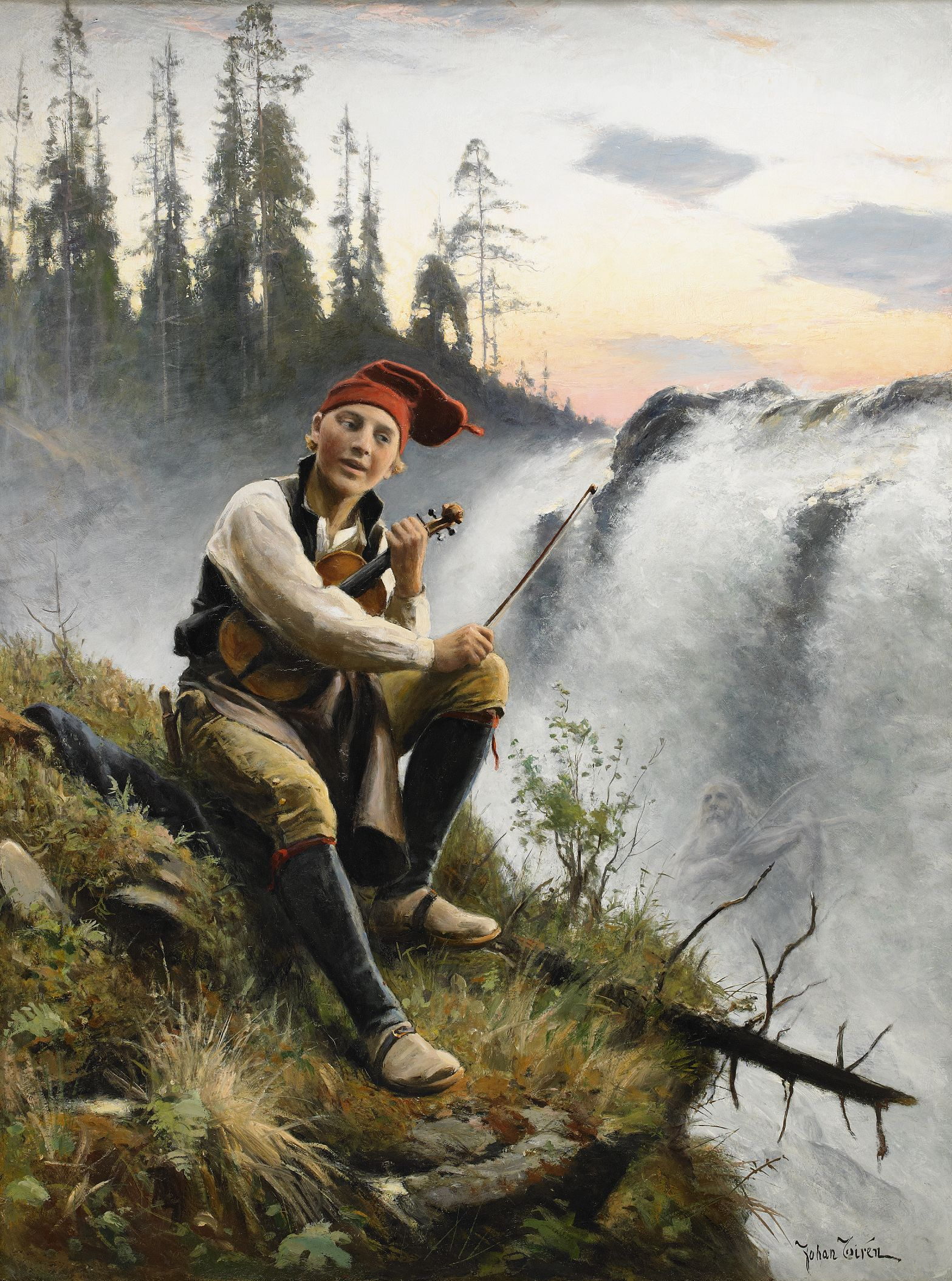
Емтландская легенда
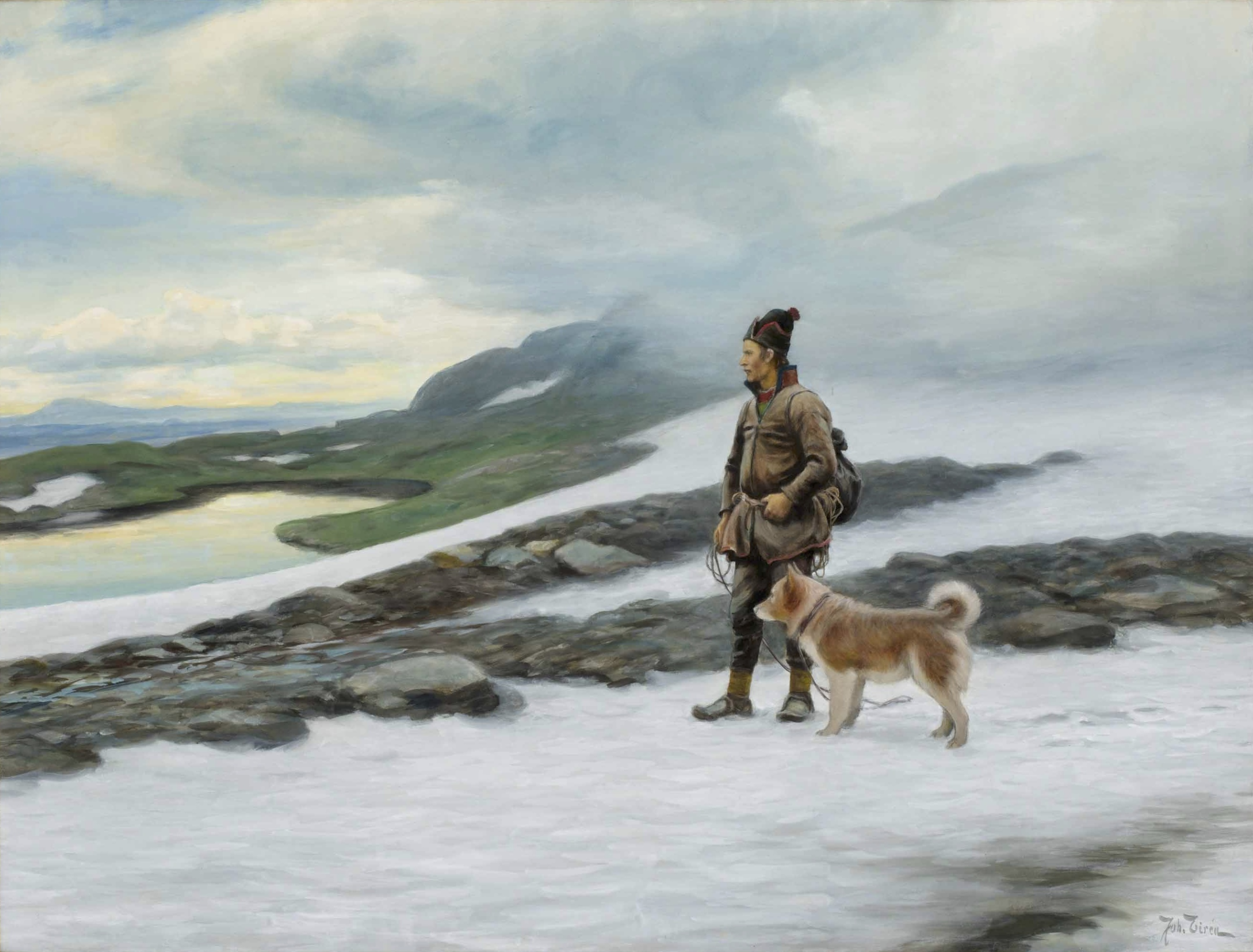
Саам с собакой
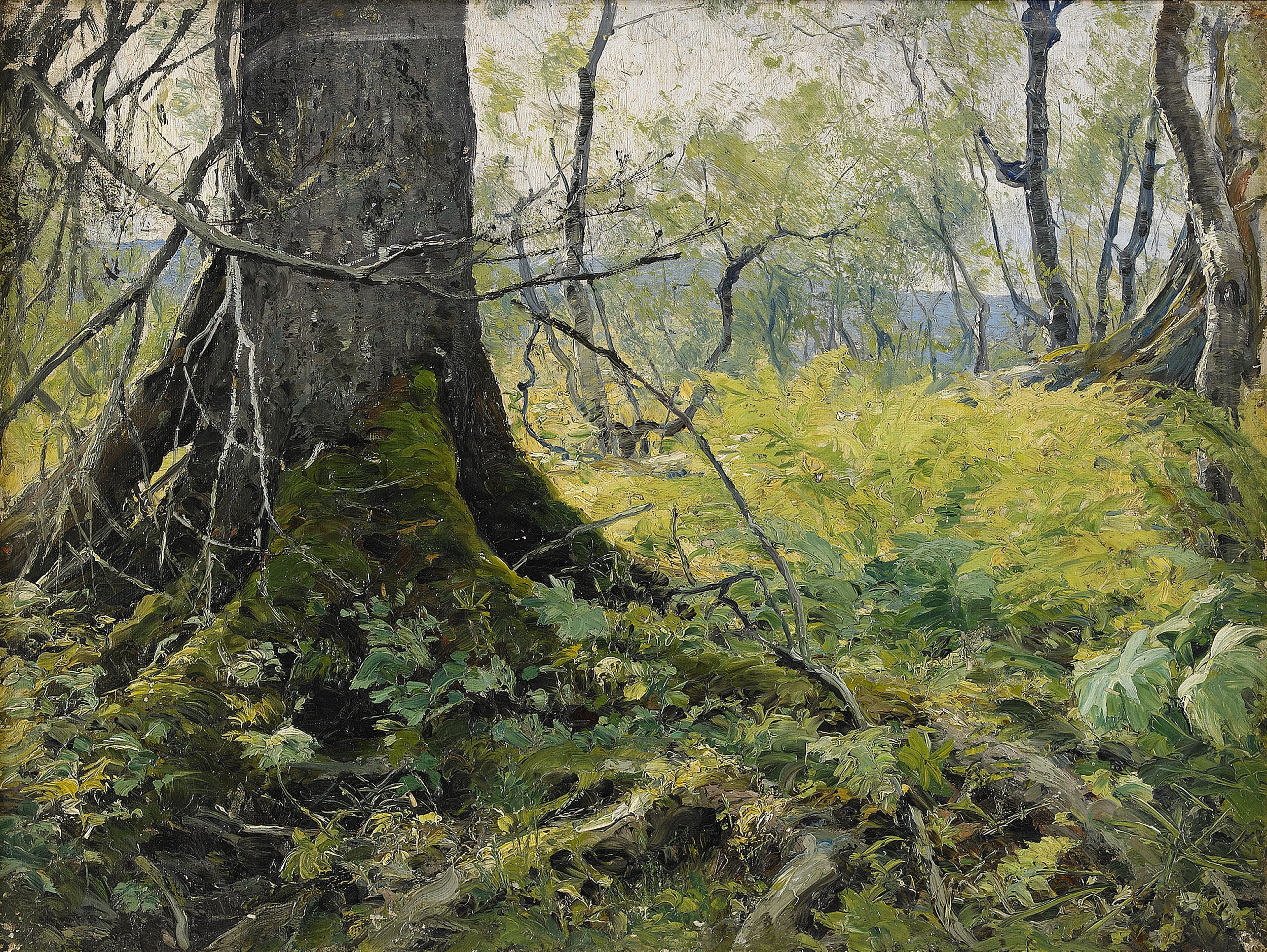
Горная растительность
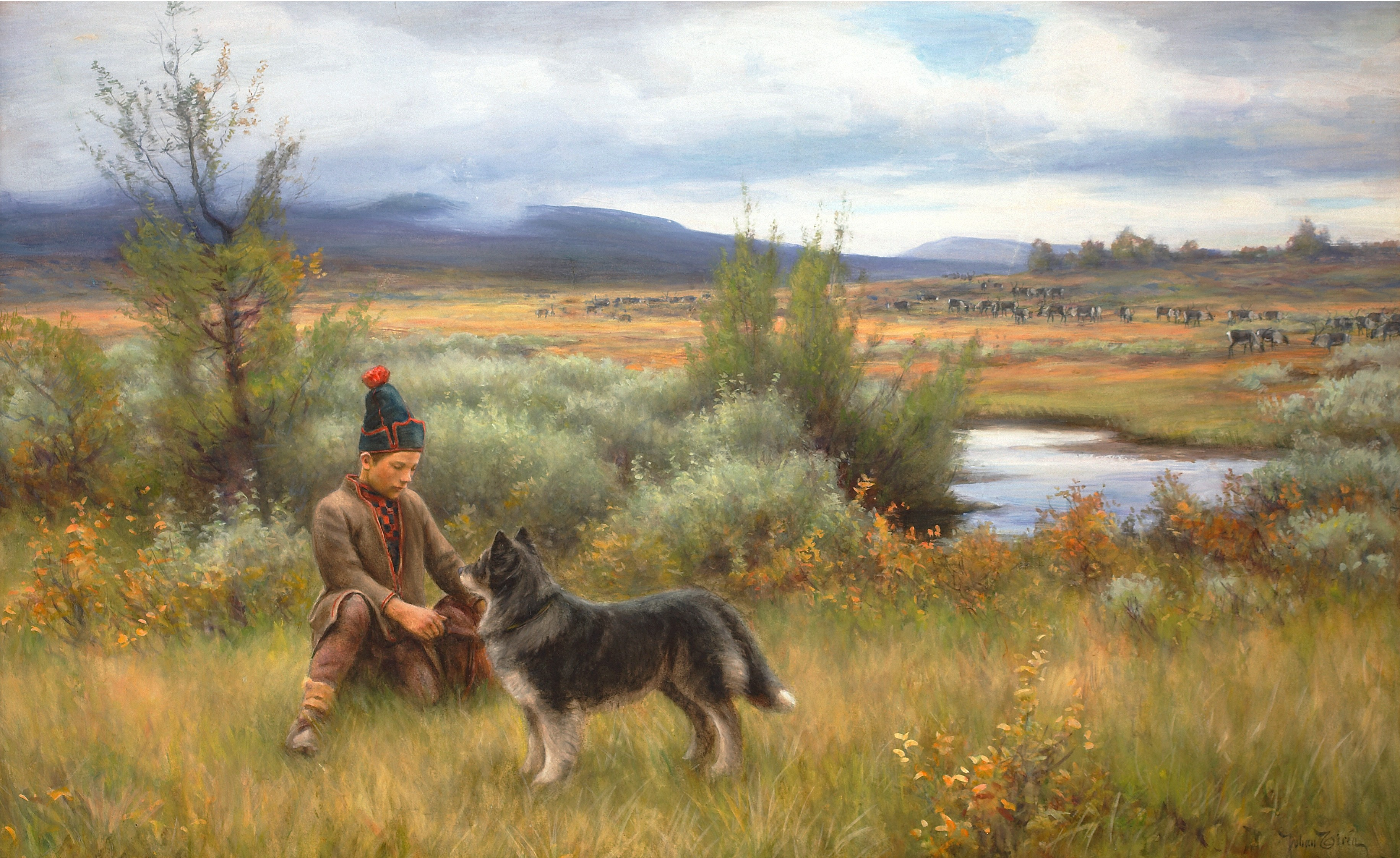
Саамский мальчик, играющий со своей собакой
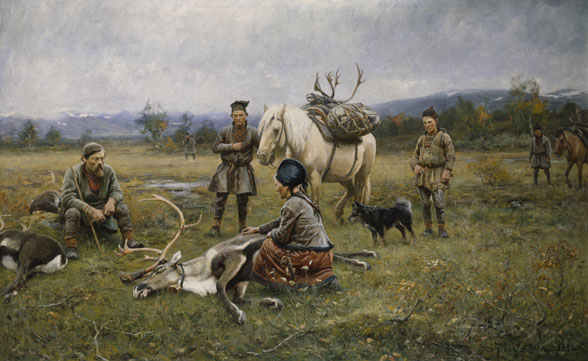
Отстрел оленей